# Piroelektromosság
A piroelektromosság egy olyan fizikai jelenség, melynek során bizonyos kristályok határfelületein a hőmérséklet megváltozásakor ellentétes előjelű, un. polarizációs töltések jelennek meg. A hőmérséklet-változás a töltésszétválasztás révén elektromos feszültséget hoz létre.

## Felfedezése
Piroelektromosságként értelmezhető jelenséget először Theophatrus (i.e. 314) görög tudós írt le. Megfigyelte, hogy egy bizonyos kristály (valószínűleg a turmalin) melegítés hatására vonzza a szalmaszálat. A jelenséget sokkal később  Franz Aepinus  tanulmányozta és ismertette 1756-ban.
Aepinus figyelmét egy ásványtannal foglalkozó barátja Johann Lehmann hívta fel az általa turmalinnak elnevezett kristály érdekes tulajdonságára. Az izzó szénre helyezett turmalinkristály pusztán a melegítéstől elektromos tulajdonságot mutatott. A kristály szemben lévő lapjain ellentétes töltések halmozódtak fel. Aepinus az elektromossá tehető turmalin ezen tulajdonságát a felmágnesezhető vasdarab analógiájával értelmezte, és átfogó elméletét 1759-ben Essay on the Theory of Electricity and Magnetism című munkájában jelentette meg.

## A jelenség
Bizonyos kristályokban a kristályszerkezet által meghatározott (poláris tengely) irányban az egymással szemben lévő lapokon ellentétes töltések halmozódnak fel, azaz külső hatás nélkül is létrejöhet elektromos polarizáció. Az ilyen spontán polarizációt mutató kristályokat nevezzük piroelektromosnak. A piroelektromos jelenséget mutató kristályoknak a poláris kristálytengelyük irányában permanens dipólusmomentumuk van. Az ellentétes irányban felhalmozódó felületi töltéseket a levegőből a felületre jutó ionok azonban semlegesítik, ezért ez a töltésszétválasztás makroszkópikusan nem észlelhető. Hőmérséklet-változáskor (melegítéskor, illetve hűtéskor) azonban megváltozik a dipólusmomentum, és a fellépő új töltések már kimutathatók. A kristályt elektródokkal áramkörbe kapcsolva a létrejövő feszültség elektromos áramot generál. Ezt a hőmérséklet-változás indukálta (polarizációs) áramot használják fel a gyakorlati alkalmazásokban.
Az anyag piroelektromos tulajdonságát a következőképpen definiált piroelektromos együttható ({\displaystyle p_{i}}) jellemzi:
{\displaystyle p_{i}={\frac {\partial P_{S,i}}{\partial T}}},
ahol {\displaystyle P_{S,i}} a spontán polarizációvektor {\displaystyle i} irányú komponense és {\displaystyle T} a hőmérséklet.
A piroelektromos együttható mértékegysége: Cm−2K−1.
A piroelektromosság megfordítottja az elektrokalorikus hatás: az elektromos térbe helyezett piroelektromos kristály hőmérséklete megváltozik.

## Piroelektromos anyagok, elektrétek
A permanens polarizációval rendelkező anyagokat elektréteknek nevezik. Ilyen természetes elektrétek a piroelektromos kristályok. 
Mesterséges elektrét állítható elő például úgy, hogy viasz és gyanta megolvasztott elegyét elektromos térbe helyezik. A dipólusmolekulák beállnak a külső elektromos tér irányába. Az elegyet ezután a dermedéspontra lehűtve a dipólusok befagynak. A szilárd anyag az elektromos tér megszüntetése után is polarizációt mutat. Ezt a polarizációt az elektrét akár évekig is megtartja, ha megfelelő fémbevonat megakadályozza, hogy a levegőből a felületére jutó ionok a felületi töltéseket semlegesítsék. Az elektrétekre vonatkozólag hazánkban Mikola Sándor végzett vizsgálatokat.
A piezoelektromos és a ferroelektromos kristályok mindegyike mutat piroelektromosságot is. A turmalinon kívül piroelektromos kristály például a bárium-titanát, lítium-niobát, a lítium-tantalát. A félvezetők közül a gallium-nitritből és a cézium-nitrátból vékony filmrétegben is létrehozható piroelektromosságot mutató anyag.

## Alkalmazások

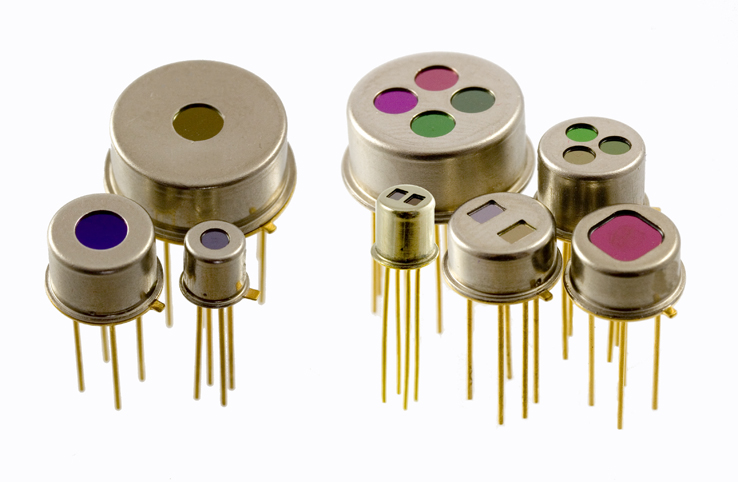
Piroelektromos szenzorok

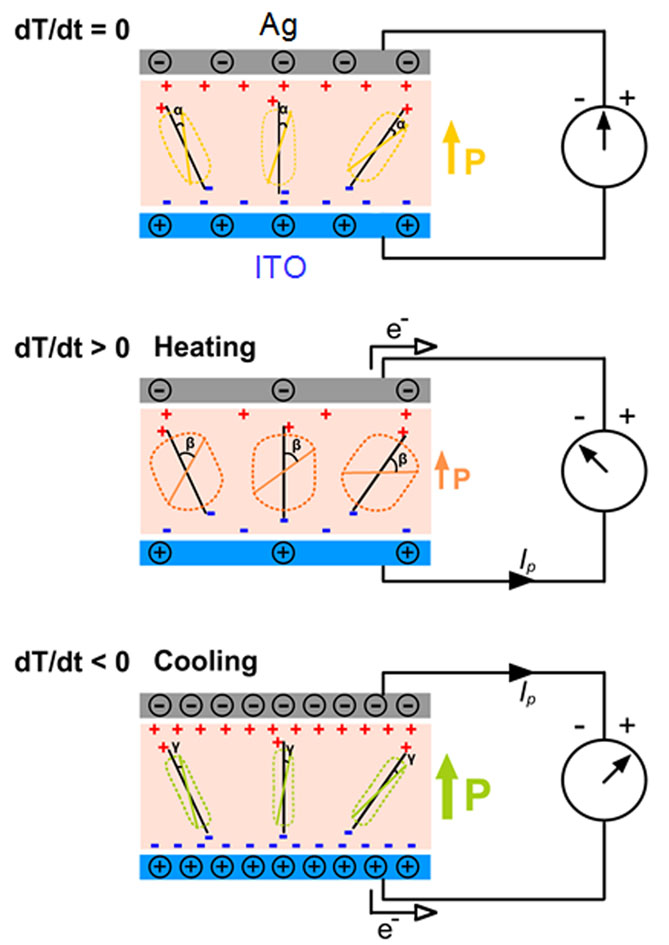
Piroelektromos nanogenerátor működési elve

- Érintés nélküli hőmérő. A hőmérséklet-változás indukálta elektromos áram arányos a hőmérséklet-változás sebességével, így a piroelektromos hatást felhasználva nagyon érzékeny hőmérő készíthető, akár alacsony hőmérsékleteken is.[8]
- A sugárzások kibocsátása, elnyelése hőmérséklet-változással jár, ezt felhasználva a piroelektromos szenzorok széles körben alkalmazhatók.[6]

Például az infravörös (mozgás)érzékelők, kapcsolók gyors hőmérséklet-változásra is reagálnak. A fémtokban lévő szenzor tetején lévő ablakon egy infravörös szűrő helyezkedik el. A szűrő áteresztési sávja az anyagától függ, az alkalmazásnak megfelelően ez választható. Az emberi testből eredő elektromágneses sugárzásra jellemző 10 {\displaystyle \mu {\mbox{m}}} hullámhosszra érzékenyített szenzort egy az észlelési sávban mozduló ember is bekapcsolja.
Kis méretűk lehetővé teszi, hogy testek felületi hőmérséklet-eloszlását és annak változását is meg lehessen figyelni. Ezt használják ki az infravörös kamerákban.
A tudományos kutatómunkában az elektromágneses sugárzás láthatótól a mikrohullámokig terjedő tartományában alkalmaznak piroelektromos detektorokat a sugárzás teljesítményének mérésére.
- Piroelektromos nanogenerátor. A piroelektromos tulajdonságú anyagból (például cink-oxid) készített nanosturktúrát indium-ón-oxid (ITO, indium tin oxide) és ezüstfilmmel bevont hordozók fogják közre. Egy adott hőmérsékleten a permanens dipólmomentummal rendelkező piroelektromos anyagban a dipólusok valamilyen egyensúlyi helyzet körül oszcillálnak. A teljes átlagos dipólmomentum állandó, a generátor áramkörében nem folyik áram. A hőmérséklet emelkedésekor a változás gyorsaságával arányosan megnő az oszcillációkat jellemző térszög, az eredő dipólusmomentum csökken. Az elektródákon indukált töltések száma csökken, a töltéseloszlás változása az áramkörben elektromos áramot indít. Hűtéskor a dipólusok oszcillációjának szöge csökken, megnő a dipólmomentum, az elektródákon megnövekedett számú töltések ellenkező irányú áramot generálnak. A másodpercek nagyságrendjébe eső időbeli hőmérséklet-fluktuációk periodikusan változó áramot állítanak elő. Ez jól kihasználható az áramforrás nélküli aktív szenzorokban. De a nagyobb időskálájú változások is kihasználhatók áramtermelésre, az egymást követő napszakokban tapasztalható hőmérséklet-változás elegendő lehet kis energiaigényű elektromos eszközök működtetéséhez.[10][11]